# Siphona creberrima
Siphona creberrima är en tvåvingeart som först beskrevs av Speiser 1910.  Siphona creberrima ingår i släktet Siphona och familjen parasitflugor.
Artens utbredningsområde är Tanzania. Inga underarter finns listade i Catalogue of Life.